# شهرستان نورث‌همپتون (ویرجینیا)
شهرستان نورث‌همپتون، ویرجینیا (به انگلیسی: Northampton County, Virginia) یک سکونتگاه مسکونی در ایالات متحده آمریکا است که در ویرجینیا واقع شده‌است.

## خصوصیات
شهرستان نورث‌همپتون ۲٬۰۵۹٫۰۵ کیلومترمربع مساحت دارد.